# Teratocoris borealis
Teratocoris borealis är en insektsart som beskrevs av Kelton 1966. Teratocoris borealis ingår i släktet Teratocoris och familjen ängsskinnbaggar. Inga underarter finns listade i Catalogue of Life.